# Edelštejn

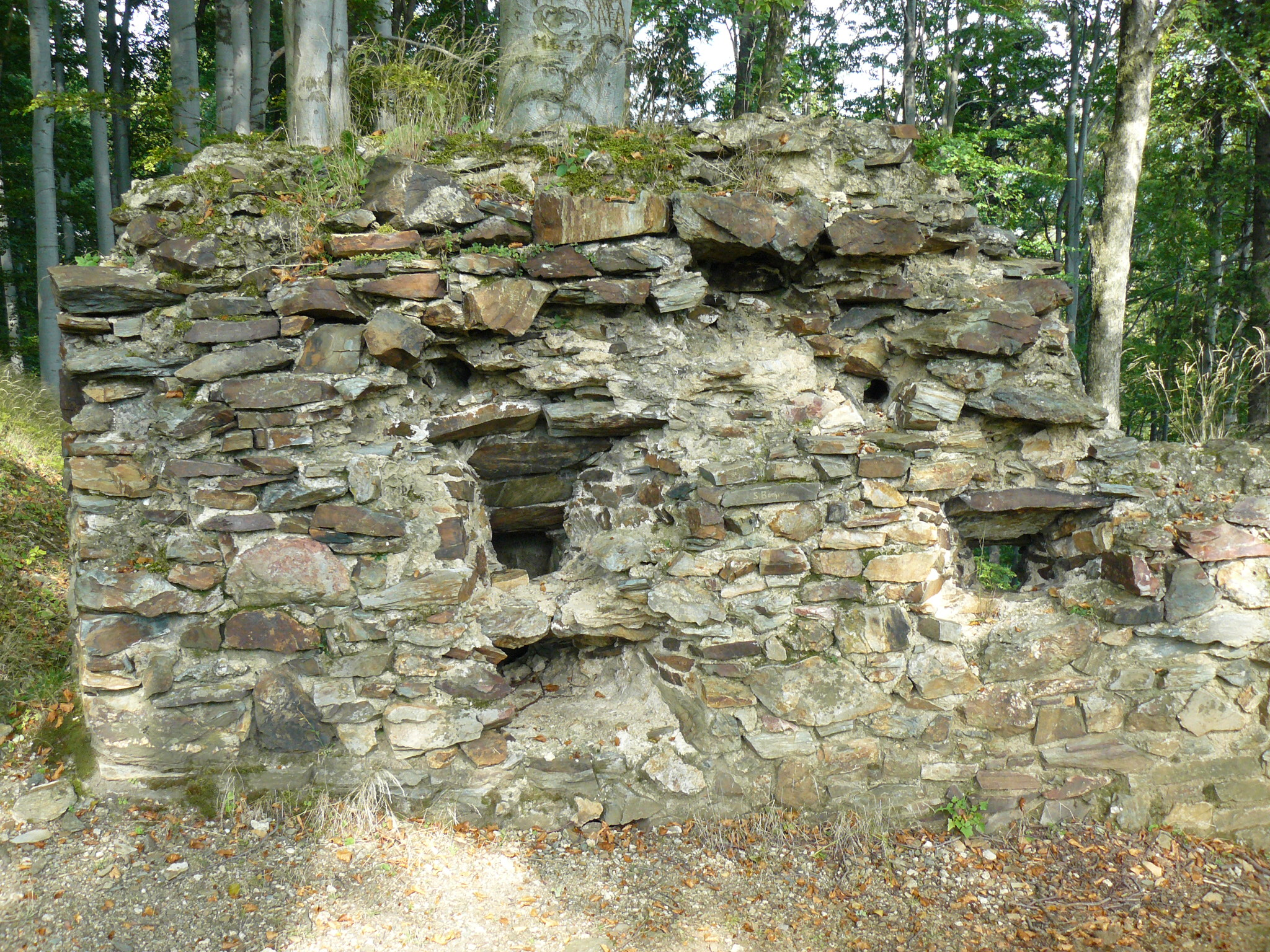
Jedna z ocalałych ścian

Edelštejn – ruina zamku zlokalizowana około 15 kilometrów na wschód od Jesionika w Czechach (kraj ołomuniecki), w pobliżu miasta Zlaté Hory, w Jesionikach.

## Geneza
Obiekt umieszczony jest na ramieniu długiego grzbietu Příčná pomiędzy Zlatými Horami, a Heřmanovicami na wysokości 695 m n.p.m. Do naszych czasów nie dochowały się dokumenty świadczące o osobie budowniczego, ale pewne jest, że zamek powstał w drugiej połowie XIII wieku. Być może był elementem ochrony granic ziem biskupich wrocławskich i lokalnych osad zakładanych tu z inicjatywy Kościoła, w tym kopalni złota. Inna z teorii głosi, że wznieśli go książęta opawscy lub król Przemysł Ottokar II. Istnieje na pewno związek jego powstania z rozwojem osadnictwa inspirowanego kopalnictwem złota i innych szlachetnych kruszców, które nasiliło się w tym rejonie na początku XIII stulecia. Przechodziła tędy droga z Wrocławia przez Nysę, Głuchołazy i Bruntal na Morawy, którą zamek ochraniał. Położenie obiektu i dobry zeń widok umożliwiały efektywne wywiązywanie się z tego zadania.

## Historia
Pierwsza wzmianka pisana o zamku pochodzi z listu księcia opawskiego Mikołaja I (2 września 1281). Zajmowali go wówczas rycerze-rabusie Ota i Oldřich z Linavy. Był on jedną z przyczyn sporów i walk między wrocławskim księciem Henrykiem IV Prawym, a biskupem Tomaszem II Zarembą o zwierzchnictwo nad kopalniami jesionickimi. Ostatecznie w 1285, po zwycięstwie Henryka, stał się częścią księstwa opawskiego. W 1339 wojewoda opawski Mikołaj II odstąpił zamek wraz z kopalniami złota królowi czeskiemu Janowi Luksmeburskiemu, ale w 1361 cesarz Karol IV Luksemburski zwrócił te dobra Mikołajowi II. 
Zamek spłonął z nieznanych przyczyn w 1445. Książę Bolko V Husyta, ówczesny właściciel tych ziem, polecił go szybko odbudować. Po tych zabiegach należał on do najokazalszych śląskich warowni i był największym zamkiem Jesioników. Miał wymiary 120 x 65 metrów. Podczas wojen husyckich obiekt stał się ważnym bastionem protestantów na pograniczu katolickiego Śląska. W związku z tym biskup wrocławski Jodok z Rożemberka zawarł, mimo obiekcji, sojusz z czeską i śląską szlachtą przeciwko królowi Jerzemu z Podiebradów, do którego zamek należał. 14 lipca 1467 Jodok zdobył warownię, obsadził ją, a następnie zburzył, tak by nie stała się ponownie oparciem dla jego wrogów.
W początku XX wieku istniał projekt odbudowy zamku w duchu romantyzmu, jednak z przyczyn finansowych do tego nie doszło.

## Czasy współczesne
Obecnie z zamku pozostały liczne fragmenty murów, części baszty narożnej i okrągłej wieży, a także wałów i fos. Warownia składała się z dwóch części rozdzielonych przekopem, co jest czytelne w terenie. Zamkowi towarzyszyły liczne budynki gospodarcze pozbawione umocnień. Na miejscu znajdują się tablice informacyjne.
Do zamku prowadzi  niebieski szlak pieszy ze Zlatých Hor do Rejvízu. W pobliżu, od zachodniej strony, znajduje się rezerwat przyrody Černé jezero.